# Lukas Rapant
Pas d'image ? Cliquez ici

a Compétitions nationales et continentales officielles uniquement.

b Matchs officiels uniquement.
Dernière mise à jour le 22 juillet 2018.
Lukáš Rapant, né le 16 novembre 1982 à Havířov (Tchécoslovaquie), est un joueur de rugby à XV international tchèque, évoluant au poste de pilier (1,80 m pour 108 kg).

## Carrière

### En club
- RC Havířov, République tchèque
- CS Bourgoin-Jallieu, France
- SO Chambéry, France
- Saint Nazaire Rugby, France
- US Oyonnax[2], France
- US Bellegarde Coupy[3], France

### Équipe nationale
Lukáš Rapant a connu sa première sélection le 8 mars 2003 contre l'équipe du Portugal.

## Palmarès

### Club
- Champion de France de Pro D2 2013 et 2017

### Équipe nationale
- 14 sélections
- Sélections par année : 4 en 2003, 4 en 2004, 4 en 2005 et 2 en 2006
- 1 essai